# Долни Смърдан
 Тази статия е за квартала в София.  За езерото вижте Смърдана (езеро).  
„Долни Смърдан“ е местност и малък квартал в град София, България, разположен в район „Красна поляна“, западно от центъра на града.
Образува тясна ивица около пътя, свързващ улица „Суходолска“ с езерото Смърдана, чието име носи местността. Ограден е от три страни от Западния парк, а на югозапад граничи с невключения в определен квартал югозападен край на район „Красна поляна“ около бившата база на Строителни войски.

## Улици и произход на имената им
| Път             | Наречен на                      | Местоположение |
| --------------- | ------------------------------- | -------------- |
| „Долни Смърдан“ | Долни Смърдан, квартал на София | Карта          |
| „Суходолска“    | Суходол, квартал на София       | Карта          |